# میرلا روسو
میرلا روسو (به انگلیسی: Mirela Rusu) ژیمناست زادهٔ ۵ مارس ۱۹۷۸ میلادی اهل کشور رومانی است.